# Carnaval (Claudia Leitte)
Carnaval è un singolo della cantante brasiliana Claudia Leitte, pubblicato il 26 gennaio 2018.